# Illes Semichi
Les illes Semichi(en aleutià: Samiyan, en rus Семичи) és un petit grup d'illes que formen part de les illes Near, un subgrup de les illes Aleutianes, al sud-oest d'Alaska. Es troben al sud-est de l'illa Attu i al nord- est d'Agattu. Les principals illes del grup són Alaid, Hammerhead, Lotus, Nizki i Shemya.
Les illes Semichi són una important zona de nidificació per a diferents aus marines com els corbs marins de màscara roja, el gavià glauc i la subespècie aleutiana d'oca de Hutchins. L'èider i l'oca emperadriu hivernen a la zona. Les garses de mar negra també són abundants a les illes.
Probablement foren descobertes el 29 d'octubre de 1741 pel navegant i explorador d'origen danès al servei de Rússia Vitus Bering.